# 갑상샘암
갑상샘암(한국 한자: 甲狀腺癌, 영어: thyroid neoplasm, thyroid cancer)은 갑상샘호르몬을 생산하고, 칼슘 농도를 조절하는 기능이 있는 갑상샘에서 생기는 악성종양이다.
갑상샘암의 종류는 유두상암, 여포암, 수질암, 미분화 등이 있으며, 유두상암, 여포암을 분화암이라고도 부른다.
이중 분화암은 주로 갑상샘호르몬생성과 관련이 있는 선조직에서 발병하고, 수질암은 칼슘대사와 관련이 있는 조직에서 발현한다. 미분화암은 오래된 분화암에서 발병하는 경우가 많다.
2015년 네이쳐(the Nature)지에서 "모든종류의 암에 대해 초기진단이 목숨을 살린다."(Screening saves lives for all types of cancer) 라는 것이 잘못된 믿음(myth)이다라는 것을 말하며, 한국에서 가장많은 발병률을 보이는 갑상샘암은 조기진단으로 인해 다른 나라보다 훨씬 많은 갑상샘암을 진단해 냈지만, 사망률(10만명중 1명) 은 변하지 않았다고 꼬집었다.
1997년, 한국의 내과의사가 초음파로 감상선암을 초기에 진단할 수 있다고 제시했고, 그것이 결국 정부의 "암초기 발견계획"을 타고 전국적으로 퍼졌다. 그래서 한국에서 갑상샘암의 발견은 1999년 10만명중에 5명정도 에서, 2011년에 10만명중 70명으로 급격히 증가했다. 그리고 이중의 2/3는 갑상샘샘(thyroid glands)를 제거하고, 대신 평생 약을 먹는 것을 진단받았다.

## 갑상샘암의 통계 증가 원인
1997년, 한국의 내과의사가 초음파로 갑상샘암을 초기에 진단할 수 있다고 제시했다. 그래서 그게 뉴스로 나오고, 주위의 내과의사가 그것들을 서비스하기 시작했다. 결국 정부의 암 조기 진단계획을 타고 전국적으로 퍼졌다. 약 3만~5만 원으로 테스트를 받을 수 있었다. 한국에서 갑상샘암 발견은  1999년 10만명중에 5명정도였는데, 2011년에 10만명중 70명으로 급격히 증가했다.
한국 갑상샘암 수술 건수는 10년 동안 급격히 증가했지만 사망률은 10만명 당 1명으로 과거와 변함이 없다.

## 원인
대부분의 갑상샘암 환자는 발병 원인이 명확하지 않으며, 갑상샘자극호르몬(TSH, thyroid-stimulating hormone), 방사선 노출, 가족력(갑상샘 수질암) 등 여러 요인이 제시되고 있다.
지금까지 갑상샘암의 직접적인 원인으로 밝혀진 건 방사능이 유일하다. 일상적인 환경에서 방사능에 미미하게 노출되는 정도로는 암에 걸리지 않는다. 어릴 때부터 오랜 기간 다량으로 노출돼야 암으로 이어질 수 있다.
요오드가 풍부한 미역 등 해조류 섭취가 갑상샘암의 원인이라는 속설도 있지만 직접적인 인과관계는 없고, 다만 과잉 섭취가 갑상샘 염증을 일으킬 수 있다.
1986년 체르노빌 원자력 발전소 사고로 방사능이 누출됐던 체르노빌 지역의 경우 인근에서만 소아 갑상샘암 환자가 무려 1800명 이상 발생했다.
엑스레이 및 컴퓨터단층촬영 등 방사선을 이용한 의료진단 증가, 치료 및 검사 분야에서 방사성 동위원소 사용 증가, 식이 요오드 및 질산염 섭취, 서구화된 생활습관, 비스페놀과 같은 환경 오염원 증가 등이 세계적인 갑상샘암 증가 원인으로 제시되고 있다.
서울대병원 갑상샘센터와 서울의대 예방의학교실은 갑상샘암 발병 원인이 되는 한국 고유의 환경적 요인을 찾는 연구를 진행했다. 이에 따르면 폭탄주 등의 과한 음주 및 만성 음주, 성인에서 체중증가, 어릴 때부터의 간접흡연 등도 갑상샘암 발생과 연관된 것으로 밝혀졌다. 그만큼 갑상샘암 발생에 영향을 미치는 내외부 요인이 다양한 셈이다.

## 증상
전반적인 증상으로는 초기에는 특별한 것은 없다. 일정크기 이상으로 커지면 눈으로 식별할 수 있거나 숙련된 전문의는 환자의 뒷편에서 촉진으로 이를 알 수 있다.
대체로 갑상샘암의 첫번째 증상은 목의 갑상샘 부분에 혹이 있는 것이다. 하지만 65%에 달하는 성인들은 작은 혹들(nodules)을 갑상샘에 가지고 있다. 그리고 일반적으로 이 혹에서 10%미만이 암으로 진단된다.

## 진단
진단은 초음파를 통해서 확인한다. 불명확한 경계, 어두운 색상, 석회화, 초음파영상에서 세로의 모습(taller than wide) 등은 모두 악성의 확률은 높인다. 이러한 병변이 확인되면 통상은 초음파유도상세침생체검사(ultrasound guided fine needle aspiration biopsy 또는 FNAC)를 통해서 검사한다. 아쉽게도 이 방법의 정확도는 높지만 약 5%의 경우는 암인데도 불구하고 암이 아니라고 나오는 경우도 발생한다고 알려져 있다. 이 경우는 총검사(gun aspiration biopsy)를 실시하거나 지속적인 추적관찰이 필요하다.
한편으로는 초음파상으로도 어느 정도 예측이 되므로, 의심이 되는 경우는 수술을 통해서 검사하는 것이 일반적인 방법이다. 특히, 갑상샘내의 모낭에 생기는 여포상암은 수술전까지는 악성여부를 판단할 수 없어서 반드시 수술을 해야 한다.

## 병기
여러 가지 방법이 있지만 TNM법을 사용하는 경우가 일반적이며, 45세 미만은 간단히 원격전이가 없으면 1기, 있으면 2기로 구분한다. 45세 이상의 경우는 종양의 사이즈와 위치, 임파선의 전이위치, 원격전이여부에 따라 1기~4기까지 구분한다. 미분화암은 모든 경우에 4기로 분류된다.
다만, 45세 미만의 경우에 1기로 분류가 되더라도 종양의 크기와 개수, 위치, 임파선의 전이위치 등에 따라 저위험군과 고위험군으로 분리하여 치료의 기준이 다르다.
- 다음은 고위험군의 인자들이다.

1. 종양의 크기: 클수록 위험하다.
2. 종양의 개수: 다발성인 경우가 단발성보다 위험하다.
3. 종양의 위치: 갑상샘내 위치 → 갑상샘주변연부조직 → 갑상샘 피막 → 주변 근육/혈관으로 갈수록 위험도가 올라간다.
4. 임파선의 전이 위치: 없는 것 → 갑상샘 중앙부분 → 갑상샘 좌우 → 목의 좌우로 갈수록 위험도가 올라간다.
5. 기타: 암세포의 유전자 세포를 검사해서 판단하는 경우도 있다.

## 갑상샘암의 수술
기본적으로 악성임이 확정되면 수술을 통한 근치가 가장 우선시 된다. 또한, 수술전에 필요에 따라서 CT, MRI, PET등의 검사를 시행할 수 있다. 통상 약 절반의 경우에서 경부림프절 전이가 발견되므로 의심스러운 병변이 있다면 수술의 방법이 변경하거나 절개범위를 확장하거나 해야 한다.
수술의 방법은 개복수술, 내시경, 로봇수술 등이 있으며, 최근에는 높은 비용에도 불구하고 빠른 회복과 미용상의 이유로 로봇수술이 선호되나 의사들에 따라서 권유하지 않는 경우도 있다. 권유하지 않는 이유는 암세포의 경우 안전하게 들어내는 것이 중요한데 수술과정에서 조직이 통로 등에 남을 수 있고, 경부곽청술과과 같이 목부분의 임파선을 다 들어내어야 할 경우 직접 눈으로 보고 작업하는 것에 비해 정확하지 않다는 것이다.
수술의 방식 전절제수술과 반절제수술로 나뉜다. 전절제술은 향후에 동위원소(방사성 옥소)의 치료를 가능하게 한다. 또한 TG(Thyroid Globlin)을 통한 암을 추적할 수 있게 도와주는 반면에 수술 이후 발성이상, 근육의 동작이상 등 부작용이 있고 수술시간이 길어지고 후유증이 발생확률이 높다. 반절제는 후유증, 부작용이 적은 반면에 초음파등으로만 추적관찰이 가능하고 방사성 동위원소 치료가 불가능하다는 단점이 있다.

## 수술후 부작용
갑상샘은 성대의 활동을 관장하는 회돌이 신경과 가까우므로 흔히 수술직후 일정기간 말을 하지 못하는 부작용이 발생하기도 한다. 부갑상샘은 칼슘의 체내 농도를 높이는 역할을 하는데, 갑상샘 제거시에 부갑상샘이 손상을 입거나, 다시 작동을 하는데 시간이 소요될 수 있다. 이 경우 손이 꼬이거나 하는 증상이 나타나며, 즉시 칼슘제를 투입하여한다.

## I-131치료
갑상샘은 인체내에서 유일하게 요오드를 흡수하는 기관이다. 이를 이용하면 방사성 물질을 표적치료제처럼 사용할 수 있다. 이를 방사성옥소치료라 한다.
갑상샘을 전절제한 환자가 TSH(갑상샘자극호르몬)이 높은 상태(인위적 갑상샘기능저하증 상태)에서 방사성 요오드를 섭취하면 정상 혹은 비정상의 갑상샘세포가 요오드를 흡수하게 되고, 이때 동위원소가 내뿜는 다량의 방사선(베타/감마)이 방출되어 흡수한 세포를 죽이게 된다. 용량(30 mCi, 1.1 Gbq 초과시)에 따라서는 방사선이 차폐된 방에 입원치료(통상, 100 mCi까지는 1박2일, 그 이상은 2박3일)를 해야 하며, 이는 다른 사람에게 불필요한 방사능 피해를 주지 않게 하기 위함이다.
갑상샘암세포나 정상갑상샘세포가 방사성 물질을 즉시 흡수하도록 환자는 TSH를 높이기 위해서 갑상샘호르몬(신지로이드)을 4주간 복용 중단하여(수술직후는 5주이상) TSH를 30 mg/UL로 높이고, 요오드가 들어있는 다시마나 천일염등을 통상 2주간 먹지 않아야 한다. (저요오드식)
원발소 및 경부의 잔여병소 또는 잔존 갑상샘세포를 제거하기 위해서는 통상 100~200 mCi의 동위원소 치료를 시행한다. 제거확률은 대략 70%수준으로 알려져 있으며, 환자의 피해를 최소하기 위한 저용량 치료(30 mCi)인 경우는 통상 30~50%로 알려져 있으며 3회 정도를 6~12개월간격으로 시행한다.
원격전이가 있는 경우 통상 200 mCi이상의 용량을 사용하며, 인체가 받아서 견딜 수 있는 (방사)선량을 계산하여 최대용량으로 치료하는 것이 원칙이다. 원격전이의 경우 미만성폐전이 > 뇌 > 고형폐전이 > 뼈의 순으로 치료가 잘되며, 하지만 뼈의 경우에도 300 mCi 이상의 고용량으로 치료된 사례가 있다. 원격전이가 된 곳의 종양사이즈가 큰 경우는 방사선, 수술, 무수알콜(뼈전이) 등을 이용해서 사이즈를 축소한 후에 하는 것이 치료효과를 올린다고 알려져 있다.

## 부작용
- TSH수치 증가 시키기 위해서 호르몬을 중단한 기간 동안 암세포가 더욱 자랄 수 있다.
- 혈관에 인접한 경우, 뇌 등에 암세포가 있는 경우 급성염증에 의한 부작용이 있을 수 있다.
- 골수 등의 피폭량 증가로 백혈병이나 기타 암의 원인이 될 수 있다.
- 생식세포가 피폭을 받으면 일정기

## 갑상샘암의 치료율과 재발
갑상샘암은 치료가 가장 잘되는 암으로 10년 생존율이 95%이상으로 알려져 있다. 그러한 이유는 다음과 같은 몇 가지 이유로 기인한다.
1. 갑상샘암이 단발성이고 갑상샘내에만 위치하는 경우 10년이 지나도 성장하지 않는 경우가 있다. 그만큼 거북이 암이다.
2. 갑상샘은 완전 제거하고도 생명유지가 가능하다. 간암/폐암 등 완전 제거가 불가능한 장기의 암과는 성격이 다르다.
3. 인체에서 유일하게 요오드를 흡수하는 기관으로 표적치료가 가능하다.

재발은 다음의 장소에서 주로 발생한다.
- 원발소(갑상샘이 있던 자리의 미처 제거되지 못한 갑상샘)
- 경부 임파선
- 폐
- 뼈
- 뇌

이 중 뼈와 뇌, 폐의 종괴형 재발이 아닌 경우는 치료성적이 좋은 편이며, 주로 i-131치료와 수술을 병행하게 된다.

## 갑상샘암의 관리
갑상샘암에 관한 검사는 다음 몇 가지가 혼용된다.
1. 초음파
2. 혈청 TG(thyroglobulin)
3. I-131 또는 I-123 전신스캔
4. PET

- 저위험군: 통상 반절제/아전절제를 많이 하며, I-131치료를 하지 않았으므로 경부 초음파를 주로 활용하며, 전절제나 아전절제인 경우는 TG도 활용한다. 2~3년에 한번씩 PET검사를 하는 경우도 있다. 재발을 막고, 혹시 있을 암세포의 성장을 누르기 위해서 TSH억압요법을 병행한다.

- 고위험군: 혈청TG/초음파를 병행해서 진행하며, I-131 또는 I-123 전신스캔을 1~2년에 한번 시행한다. 2~3년에 한번씩 PET검사를 하는 경우도 있다. 재발을 막고, 혹시 있을 암세포의 성장을 누르기 위해서 TSH억압요법을 병행한다. 이때 TSH수치는 저위험군에 비해서 더 낮게 유지한다.(신지로이드, 신지록신과 같은 호르몬 복용량이 많다.) 따라서, 혈압상승 등의 부작용이 있을 수 있다.

### 초음파
주로 경부초음파를 실시한다. 쇄골부터 턱밑침샘까지 스캐닝하는 것이 일반적이다.
- 장점: 신체적 피해가 없으며, 신속하게 검사가 가능하다.
- 단점: 목이외의 곳은 진단이 어렵다.일정 수준 사이즈가 되기 전까지 발견되지 않는다.

한국에서 초음파 검사는 갑상샘암의 표준검사로 인정받지 않아, 비급여로 진행된다.

### 혈청TG
흔히 환자들은 암수치라고도 부르지만 정확한 표현은 아니다. 왜냐하면 TG를 만드는 세포가 암세포인지 정상 갑상샘세포인지 구분할 수 없기 때문이다. 전절제, 아전절제후에 RA(Radiocative Ablation)을 받은 환자로서 전신스캔(WBS:Whole Body Scan)에서 깨끗하다면 TG는 0~1 mg/UL이 정상수치이다. 이 수치는 신지로이드에 의해서 THS를 억제하지 않았을 때의 수치(통상 OFF-TG라고 한다)가 임상적으로 더 중요한 의미를 갖는다. 사람에 따라서는 항체가 생겨서 TG를 수치를 낮추기도 하기 때문에 TG-Antibody를 검사해서 20 이하인지 확인하여야 한다. TG수치가 2 이상으로 올라가거나 계속 증가추세라면 다시 한번 i-131치료를 하거나 PET검사 등을 통해서 병소 유무여부를 확인한다. 일반적으로 TG수치가 10이상을 넘으면 경부, 100이상이면 폐, 500이상이면 뼈에 재발되었을 확률이 높으나 단지 추정근거로만 이용되며, 확진은 별도의 검진이 필요하다. (미국갑상샘의학회)
- 장점: 피검사를 통해 쉽게 모니터링 가능하고 예민하다.
- 단점: 검사처, 진단시약에 따른 오차가 존재한다.

### I-131 또는 I-123 전신스캔
- 치료와 검사의 과정이 동일하다. 즉, 의도적으로 갑상샘기능저하증(높은TSH)를 만들고 동시에 저요오드식을 통해서 잔여 갑상샘세포가 이를 흡수하면 이를 방사선에 민감도가 있는 감마카메라로 찍게 된다. 갑상샘이 있는 곳 이외의 곳에 흡수가 있거나, 지난번 검사에 없었던 부위에서 흡수되었다면 재발을 확진하게 된다. 좀 더 병소를 위치를 명확히 하기 위해 SPECT/CT로 촬영하기도 한다.

- 장점: 매우 정확한 방법이고, 확진이 가능하다.
- 단점: 갑상샘기능을 전혀 하지 못하는 암세포가 있는 경우에는 확인 할 수 없다.

### PET
일반적인 PET과 동일하다. 암세포가 대사활동이 활발함을 이용해서 동위원소화된 포도당을 활용하여 3차원으로 스캐닝 한다. 검사의 정확도를 위해서 TSH수치를 높이기도 한다.
- 장점: 다양한 부위에 대한 모니터링이 가능하다.
- 단점: 간혹 염즘과 구분되지 못할 수 있으며. 아주 느리게 자라는 갑상샘암은 PET검사로 찾아내지 못할 수 있다.